# Spooky (Musikduo)
Spooky ist ein britisches Musikduo im Bereich der elektronischen Musik.

## Werdegang
Es wurde 1990 in London von den beiden Musikern Duncan Forbes und Charlie May gegründet.
Spooky wurden von dem Musikproduzenten William Orbit entdeckt. Auf dessen Plattenlabel Guerilla Records erschien 1993 das Debütalbum der Band, das von den Kritikern begeistert aufgenommen wurde. 
1996 folgte das zweite Album Found Sound. Später erschienen auf ihrem eigenen Label Generic Records weitere Singles. 1999 entstand in Zusammenarbeit mit DJ Sasha die EP Xpander.

## Diskografie
- Gargantuan (1993)
- Found Sound (1996)
- Open (2007)